# آنگولو ترمه
آنگولو ترمه (به ایتالیایی: Angolo Terme) یک چشمه آب گرم و کومونه در ایتالیا است که در استان برشا واقع شده‌است. آنگولو ترمه ۳۰ کیلومتر مربع مساحت و ۲٬۵۱۷ نفر جمعیت دارد و ۴۲۶ متر بالاتر از سطح دریا واقع شده‌است.